# Dècada del 220 aC

## Personatges destacats
- Seleuc II Cal·línic, rei selèucida (246 aC-226 aC)
- Seleuc III Ceraune, rei selèucida (226 aC-223 aC)
- Antíoc III el Gran, rei selèucida (223 aC-187 aC)
- Antígon III Dosó, rei de Macedònia (229 aC-221 aC)
- Filip V, rei de Macedònia (221 aC-179 aC)
- Demetri II, rei de Macedònia (239 aC-229 aC)